# Kepler-7 b
Kepler-7 b est une planète extrasolaire (exoplanète) confirmée, en orbite autour de Kepler-7, une étoile de la constellation boréale de la Lyre.
Détectée par le télescope spatial Kepler de la NASA, elle est l'une des planètes dont la découverte est annoncée par l'agence spatiale américaine le 17 janvier 2010.
Elle orbite autour d'une étoile légèrement plus chaude et significativement plus grosse que le Soleil. Kepler-7 b est telle la planète Jupiter en plus chaud, d'environ la moitié de sa masse mais une fois et demi sa taille.[réf. souhaitée]
Kepler-7 b est en rotation synchrone et présente ainsi toujours la même face à Kepler-7.[réf. souhaitée]

## Couverture nuageuse
Brice-Olivier Demory et Julien de Wit dirigent une équipe internationale de chercheurs qui publie en 2013 dans la revue Astrophysical Journal Letters que Kepler 7 b est couverte de nuages, la première à avoir été cartographiée en octobre 2013. Les nuages réfléchissants sont constitués d'enstatite et de forstérite, deux minéraux courants sur Terre mais à l'état gazeux dans l'atmosphère de Kepker-7 b. Des vents violents balayent l'exoplanète d'est en ouest.[réf. souhaitée]